# Simone de Oliveira
Simone de Macedo e Oliveira GOIH • GCIH • GCM (Lisboa, 11 de fevereiro de 1938), mais conhecida como Simone de Oliveira, é uma cantora e atriz portuguesa. Ganhou reconhecimento internacional ao representar Portugal no Festival Eurovisão da Canção nas edições de 1965 e 1969, com as músicas "Sol de Inverno" e "Desfolhada Portuguesa", respectivamente.

## Biografia

### Vida pessoal
Simone de Oliveira é filha de Guy de Macedo e Oliveira, falecido em Lisboa em 1970, e de sua mulher, Maria do Carmo Tavares Lopes da Silva, nascida em Lisboa e falecida em Lisboa em 1968.  É neta paterna de Egídio de Macedo e Oliveira, nascido em São Tomé e falecido em Lisboa, filho natural da irmã do primeiro e único autoproclamado "Rei dos Angolares" de São Tomé e Príncipe, Simão de Sousa . Cresceu em Lisboa com sua irmã Olga Maria de Macedo de Oliveira.
O pai era diretor de uma fábrica de moagem nos Olivais e a mãe era empregada dos Correios, Telégrafos e Telefones (CTT).
Simone de Oliveira frequentou o Liceu D. Filipa de Lencastre. Casou-se com 19 anos, mas três meses depois do casamento fugiu, pois era vítima de violência doméstica. Na sequência de uma depressão, o médico aconselhou-a a distrair-se tendo optado por matricular-se no Centro de Preparação de Artistas da Emissora Nacional. Começou por se apresentar nos programas de Motta Pereira. Já separada, estava na Emissora Nacional e o ex companheiro agrediu-a tendo testemunhas, e por esse motivo conseguiu a separação judicial de pessoas e bens.
Da sua relação com António José Coimbra Mano (com o qual não se casou) teve uma filha, Maria Eduarda de Macedo Coimbra Mano  e um filho, António Pedro de Macedo Coimbra Mano . Tem 4 netos.
Teve uma relação com Henrique Mendes durante sete anos.
É viúva do ator Alberto Varela Silva, com o qual teve uma relação de 23 anos.
Em 1988, Simone venceu um cancro de mama, passando a ser reconhecida também por tal, dado a ser uma doença ainda dizimadora nesse tempo. Em 2007 voltou a lutar contra a mesma doença, mas sobreviveu.
Em 2023 foi viver para a Casa do Artista.
Recebeu vários prémios de que destaca os Prémios de Imprensa, Popularidade, Interpretação e ainda o Prémio Pozal Domingues.

### Carreira
A estreia da cantora em público ocorreu em Janeiro de 1958, no primeiro Festival da Canção Portuguesa, realizado no Cinema Império, em Lisboa. Nos dois anos seguintes iria vencer o Festival. É nesse mesmo ano que a editora Alvorada (parte da Rádio Triunfo) lança o seu primeiro EP, "O Burrinho", com quatro composições. Em 1959 lança um EP com 4 artistas. Nestes, inclui-se Simone de Oliveira, que aparece com a canção "Sempre que Lisboa Canta". Participa também num outro EP ("Amor à Portuguesa") onde se incluem os temas "Amor à Portuguesa" (La Portuguesa), "Tu", "Nos Teus Olhos Vejo o Céu" (Nel Blu Dipinto di Blu) e "Tu e Só Tu" (Love Me For Ever).
Em 1961 venceu o Festival da Canção da Figueira da Foz com a canção "Ontem e Hoje".

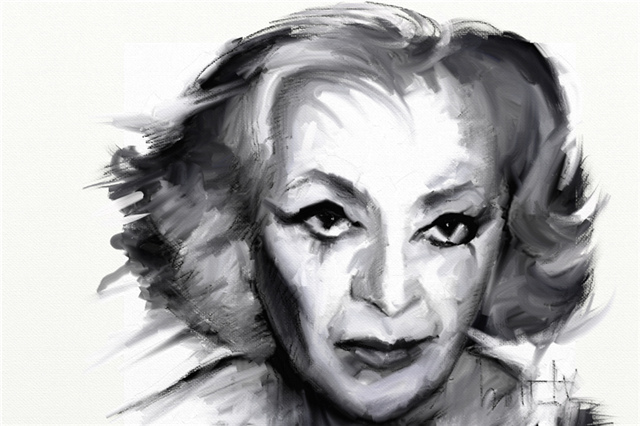
Simone de Oliveira

Estreia-se no teatro de revista em 1962 e recebe o Prémio de Imprensa do ano de 1963. Em 1964 grava um novo EP com os temas "Canção Cigana", "Sempre Tu Amor", "Quero e Não Quero" e "Alguém Que Teve Coração".
Na 1ª edição do Grande Prémio TV da Canção Portuguesa, Festival RTP da Canção fica em 3º lugar com a canção "Olhos Nos Olhos". "Amar É Ressurgir", o outro tema por si apresentado, fica em 8º lugar.
Ainda em 1964 sai o EP "Praia de Outono" onde é acompanhada pelo Thilo's Combo e pela Orquestra de Jorge Costa Pinto. Lança também alguns discos com versões da banda sonora do filme "Música No Coração". Além do tema "Música No Coração" grava canções como "Onde Vais" (Edelweiss), "As Coisas De Que Eu Gosto" e "Dó-ré-mi".
Em 1965 grava com António Calvário um EP com versões do filme "My Fair Lady". Em Março do mesmo ano recebe o Prémio de Imprensa de 1964 para melhor cançonetista. É vencedora do Festival RTP da Canção de 1965 com o tema "Sol de Inverno", de Nóbrega e Sousa e Jerónimo Bragança, enquanto "Silhuetas Ao Luar" (outro tema por si interpretado) fica em 4º lugar. Representa Portugal no Festival da Eurovisão realizado em Nápoles e é eleita Rainha da Rádio em Portugal.
Lança também em 1965 o EP "IV Festival da Canção Portuguesa", com os temas "Nem Eu Nem Vocês", "Se Tu Queres Saber Quem Sou", "Quando Será" e "Canção do Outono".
Participa com "Começar de Novo", de David Mourão Ferreira e Nóbrega e Sousa, no primeiro Festival Internacional da Canção do Rio de Janeiro, realizado em 1966. Amália Rodrigues fez parte do júri e escolhe Simone de Oliveira como representante de Portugal.
Ainda em 1966, Simone grava uma versão de "A Banda" de Chico Buarque e faz parte do elenco do musical "Esta Lisboa Que Eu Amo" que esteve em cena no Teatro Monumental, em Lisboa (na Praça Duque de Saldanha). Lança também o álbum "A Voz E Os Êxitos" que inclui uma versão de "Yesterday" dos Beatles, entre outros temas.
Lança em 1967 um EP com "Marionette", uma versão de "Puppet On A String" de Sandie Shaw, e "Esta Lisboa Que Eu Amo".
Amália Rodrigues inicia uma temporada no Olympia, em França, como primeira figura do espectáculo "Grand Gala du Music-Hall Portugais", inteiramente composto por um elenco português. Simone de Oliveira é um dos nomes convidados ao lado do Duo Ouro Negro, Carlos Paredes, entre outros.

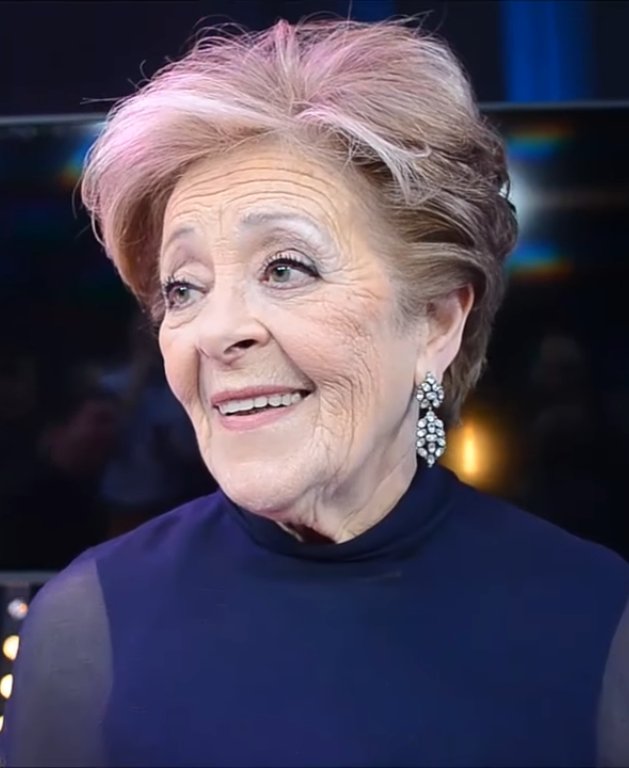
Simone de Oliveira - Festival da Canção 2015

Concorre ao Grande Prémio TV da Canção de 1968 com os temas "Canção Ao Meu Piano Velho" e "Dentro de Outro Mundo".
É editado um EP com os temas "Viva O Amor", "Nos Meus Braços Outra Vez", "Quando Me Enamoro" e "Para Cada Um Sua Canção" e outro com os temas "Cantiga de Amor", "Amanhã Serás O Sol" e "Não Te Peço Palavras".
Lança um disco com os temas "Aqueles Dias Felizes", "Pingos de Chuva" e "Fúria de Viver".
É em 1969 que Simone vence o Festival RTP da Canção, com o maior êxito da sua carreira — "Desfolhada Portuguesa", da autoria de José Carlos Ary dos Santos e Nuno Nazareth Fernandes, com orquestração do maestro Joaquim Luís Gomes e direcção de orquestra por Ferrer Trindade.
Perde a voz, um problema que se prolongará por cerca de dois anos. Nesta fase tem vários outros empregos, desde no jornalismo, à rádio, à locução de continuidade ou à apresentação do concurso Miss Portugal e de espectáculos no casino da Figueira da Foz. Recupera do problema que lhe tinha afectado as cordas vocais: a voz soa agora mais grave, mas pode continuar a cantar.
Grava em 1972 um EP com temas de José Cid. O tema principal é "Glória, Glória Aleluia" que Tonicha levou ao 1º Festival da OTI.
Participa no Festival RTP da Canção de 1973 com "Apenas O Meu Povo", onde recebe o Prémio de Interpretação.
Esta canção é de um poema de José Carlos Ary dos Santos, com música de Fernando Tordo. Ambos compuseram para a cantora outros temas hoje icónicos do seu repertório, incluindo "O Amigo que eu canto".
A sua carreira esteve marcada por músicas e letras compostas por autores de qualidade, muitos deles antifascistas. Isso ajuda a que, após o 25 de Abril de 1974, continue a sua carreira e participe em revistas como "P'ra Trás Mija a Burra".
Em 1977 é convidada para participar no espectáculo do Jubileu de Isabel II do Reino Unido.
Vence o 1º prémio de interpretação do Festival da Nova Canção de Lisboa, de 1979, com "Sempre Que Tu Vens É Primavera".
Em 1980 representa Portugal no Festival da OTI, em Buenos Aires, com "À Tua Espera". Durante os ensaios a orquestra levantou-se para a aplaudir. Arrecadaria o prémio de interpretação do Festival Ibero-Americano da Canção.
O álbum Simone é editado em 1981. Para este disco grava "À Tua Espera" e "Quero-te Agradecer", da dupla Tozé Brito e Pedro Brito, e temas de António Sala ("Auto-retrato"), Paulo de Carvalho ("Canção") e Varela Silva ("Espectáculo"). Outros temas são as versões de "Pela Luz Dos Olhos Teus" de Vinícius de Morais e Tom Jobim e "Il S'en Va Mon Garçon" de Gilbert Bécaud. Anteriormente já gravara temas como "Reste" e "C'est Triste Venice".
No teatro faz de "Genoveva" na peça "Tragédia da Rua das Flores" baseada na obra homónima de Eça de Queirós. Participa também na série "Gente Fina É Outra Coisa" da RTP onde contracena com nomes como Nicolau Breyner e Amélia Rey Colaço.
Comemora os 25 anos de carreira com o programa televisivo "Meu Nome é Simone".
O disco Simone, Mulher, Guitarra, editado em 1984, é uma incursão da cantora no fado, com produção de Carlos do Carmo. Cinco dos temas pertencem a José Carlos Ary dos Santos e os restantes são de Luís de Camões ("Alma Minha Gentil Que Te partiste"), Fernando Pessoa ("Quadras"), Cecília Meireles ("Canção"), Florbela Espanca ("Amiga, Noiva, Irmã") e Miguel Torga ("Prece").
Em 1988 apresenta o programa de televisão "Piano Bar" da RTP. Em 1991 faz parte do elenco do musical "Passa por Mim no Rossio". Em 1992 é editado o álbum Algumas Canções do Meu Caminho. Apresenta este espectáculo ao vivo no Teatro Nacional São João, TEC e no Funchal.
Filipe La Féria convida Simone para participar em "Maldita Cocaína" de 1993.
Em 1997 celebra os seus 40 anos de carreira com um espectáculo na Aula Magna, de Lisboa. É lançado o duplo CD Simone Me Confesso. O espectáculo "Simone Me Confesso" é apresentado na Expo' 98.
O álbum Mátria de Paulo de Carvalho, editado em 1999, com letras de várias mulheres portuguesas, inclui um tema com letra de Simone, "O Nome". Em 2000, Simone de Oliveira participa no tema "Sem Plano" dos Cool Hipnoise. O convite surgiu após se terem conhecido em Beja, numa comemoração do dia mundial do livro.
"Kantigamente" é o nome do espectáculo apresentado no São Luiz, com produção de Fátima Bernardo (Casa das Artes). Os discos Simone e Simone, Mulher, Guitarra foram reeditados, em Abril de 2003, pela Universal. Em Julho de 2003 é editado o livro "Um País Chamado Simone" (Garrido Editores) do jornalista Nuno Trinta de Sá. Trata-se da segunda Biografia depois de "Eu Simone Me Confesso" de Rita Olivais.
Em 2003 lança o livro "Nunca Ninguém Sabe" (Publicações D. Quixote) onde relata a sua luta contra o cancro da mama.

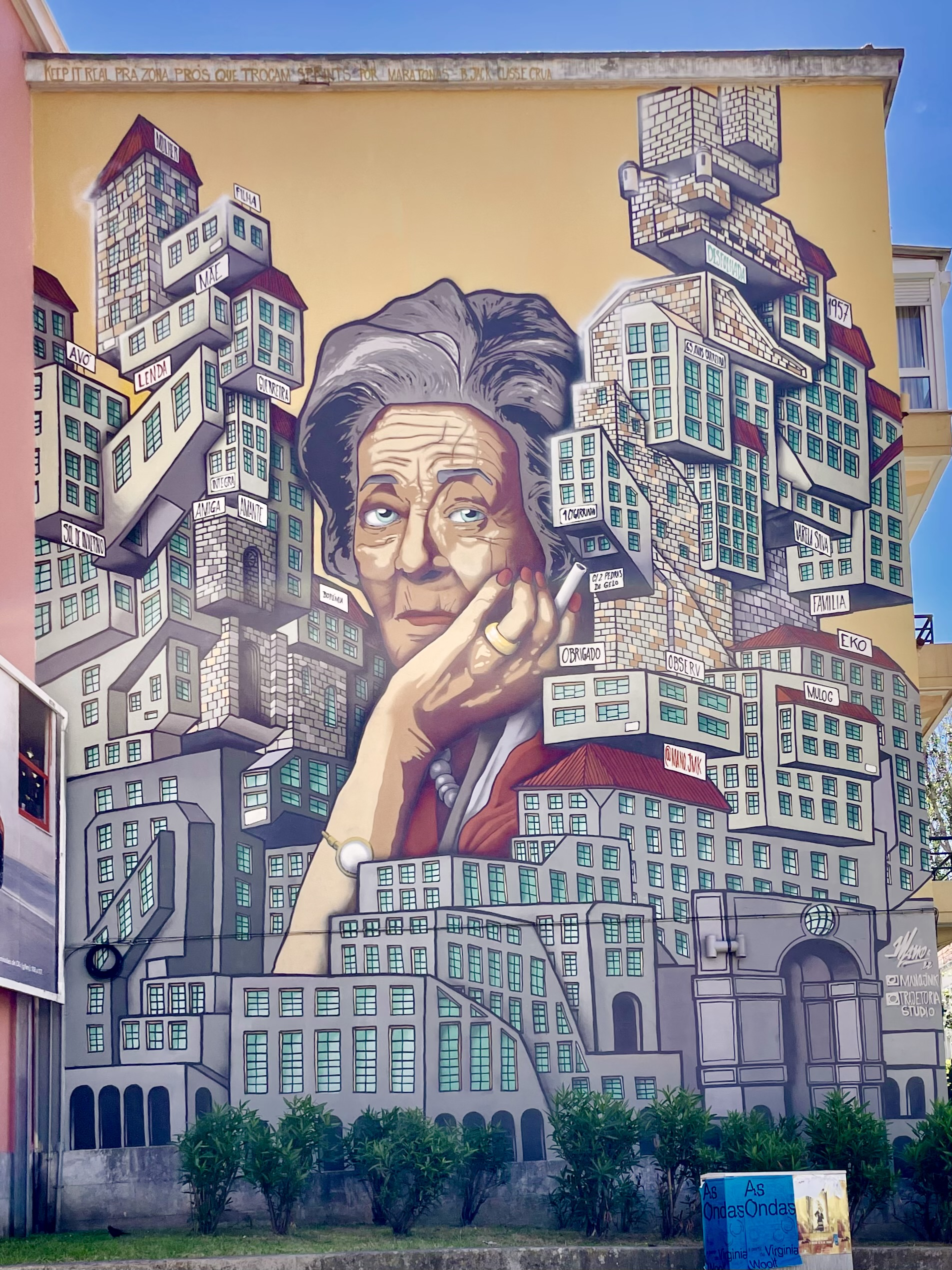
Mural Simone de Oliveira, Lisboa

Simone grava um CD e um DVD, ambos com o nome Intimidades, que registam dois dias de espectáculos ao vivo, no Auditório do Fórum Cultural da Cidade do Seixal, acompanhada por José Marinho (piano) e Andrzej Michalczyk (violoncelo).
No ano 2008 Simone integra o elenco da nova versão de Vila Faia na RTP, onde vai encarnar Efigénia dos Santos Marques Vila, papel que na versão anterior era desempenhado pela actriz Mariana Rey Monteiro. No dia 25 de Fevereiro Simone comemorou os 50 anos de carreira, num grandioso concerto no Coliseu de Lisboa, com o espectáculo "Um País chamado Simone".
Foi condecorada com o grau de Grande-Oficial da Ordem do Infante D. Henrique a 7 de Março de 1997, tendo sido elevada ao grau de Grã-Cruz da mesma Ordem a 6 de Outubro de 2015.
É editada a compilação Perfil com os seus maiores sucessos.
No Festival da Canção de 2010 subiu ao palco do Campo Pequeno onde interpretou a sua Desfolhada, vestindo o mesmo vestido que vestira 40 anos antes quando venceu o Festival da Canção de 1969.
Em 2011, na XVI edição dos Globos de Ouro (Portugal), recebeu, das mãos do Dr. Pinto Balsemão, o Globo de Ouro Mérito e Excelência.
Em 29 de Março de 2022, despediu-se dos palcos com um concerto no Coliseu dos Recreios, terminando assim a carreira artística. No mesmo dia, foi agraciada com o grau de Grã-Cruz da Ordem do Mérito.

#### Participações

##### Festival da Canção Portuguesa
| Edição | Canção                 | Resultado |
| ------ | ---------------------- | --------- |
| 1960   | "Nasci contra o vento" |           |
| 1961   | "Ontem e hoje"         | 1º        |

##### Festival da Canção
| Edição | Canção                      | Música                  | Letra                            | Final        | Pontos       | Semi           | Pontos         |
| ------ | --------------------------- | ----------------------- | -------------------------------- | ------------ | ------------ | -------------- | -------------- |
| 1964   | "Olhos nos olhos"           | Carlos Canelhas         | António Antão                    | 3º           | 53           | Sem semifinais | Sem semifinais |
| 1964   | "Amar é ressurgir"          | João Andrade Santos     | Manuela de Moura Sá Teles Santos | 8º           | 2            | Sem semifinais | Sem semifinais |
| 1965   | "Silhuetas ao luar"         | João Andrade Santos     | Manuela de Moura Sá Teles Santos | 4º           | 28           | Sem semifinais | Sem semifinais |
| 1965   | "Sol de Inverno"            | Nóbrega e Sousa         | Jerónimo Bragança                | 1º           | 91           | Sem semifinais | Sem semifinais |
| 1968   | "Dentro de Outro Mundo"     | Pedro Jordão            | António José                     | 8º           | 11           | Sem semifinais | Sem semifinais |
| 1968   | "Canção ao Meu Piano Velho" | Pedro Jordão            | Rui Malhoa                       | 6º           | 14           | Sem semifinais | Sem semifinais |
| 1969   | "Desfolhada Portuguesa"     | Nuno Nazareth Fernandes | José Carlos Ary dos Santos       | 1º           | 94           | Sem semifinais | Sem semifinais |
| 1973   | "Apenas o meu povo"         | Fernando Tordo          | José Carlos Ary dos Santos       | 8º           | 7            | Sem semifinais | Sem semifinais |
| 2015   | "À espera das canções"      | Renato Júnior           | Tiago Torres da Silva            | Desconhecido | Desconhecido | Finalista      | Finalista      |

##### Festivais Internacionais
| Edição         | Canção                  | Música                  | Letra                      | Final | Pontos |
| -------------- | ----------------------- | ----------------------- | -------------------------- | ----- | ------ |
| Eurovisão 1965 | "Sol de Inverno"        | Nóbrega e Sousa         | Jerónimo Bragança          | 13º   | 1      |
| Eurovisão 1969 | "Desfolhada Portuguesa" | Nuno Nazareth Fernandes | José Carlos Ary dos Santos | 15º   | 4      |
| OTI 1980       | "À tua espera"          | Pedro Brito             | Tozé Brito                 | 14º   | 9      |

##### Outros
| Edição                                 | Canção                           | Música                  | Letra               | Resultado |
| -------------------------------------- | -------------------------------- | ----------------------- | ------------------- | --------- |
| Festival da Nova Canção de Lisboa 1979 | "Sempre Que Tu Vens É Primavera" | Nuno Nazareth Fernandes | Vasco de Lima Couto | 3º        |

### Condecorações
- Grande-Oficial da Ordem do Infante D. Henrique (7 de Março de 1997) — Presidente Jorge Sampaio
- Grã-Cruz da Ordem do Infante D. Henrique (6 de Outubro de 2015) — Presidente Aníbal Cavaco Silva
- Grã-Cruz da Ordem do Mérito (29 de março de 2022) — Presidente Marcelo Rebelo de Sousa

## Prémios
| Ano  | Premiação                                             | Categoria                  | Resultado |
| ---- | ----------------------------------------------------- | -------------------------- | --------- |
| 2011 | Globos de Ouro                                        | Prémio Mérito e Excelência | Venceu    |
| 2019 | Troféus Impala de Televisão                           | Carreira e Prestígio       | Venceu    |
| 2019 | Troféu Internacional de Artes Cénicas Finalmente Club |                            | Venceu    |
| 2022 | Play - Prémios da Música Portuguesa                   | Prémio Carreira            | Venceu    |
| 2025 | Prémio Cinco Estrelas                                 | Prémio Carreira            | Venceu    |

## Discografia

### Álbuns
| Ano  | Álbum                          | Editora                     | Formato | Notas                   |
| ---- | ------------------------------ | --------------------------- | ------- | ----------------------- |
| 1960 | ¡Simone!                       | Alvorada                    | LP      | LP 04–16                |
| 1966 | A Voz e os Êxitos              | Decca                       | LP      | SLPDX 505               |
| 1969 | Renascendo                     | Decca                       | LP      | SLPDA 3000              |
| 1970 | Recordando Simone              | Decca                       | LP      | SLPDS 2006 - Compilação |
| 1974 | Nunca Mais a Solidão           | Decca                       | LP      | SLPDP 5017              |
| 1976 | As Palavras que Eu Cantei      | Decca                       | LP      | SLPDX 542               |
| 1978 | Simone                         | Alvorada                    | LP      |                         |
| 1981 | Antologia da Música Portuguesa | EMI                         | LP      |                         |
| 1981 | Ao Vivo no Hotel Altis         | Alvorada                    | LP      | ALV 98-23               |
| 1981 | Simone                         | Philips/ Polygram           | LP      |                         |
| 1984 | Mulher, Guitarra               | Philips/ Polygram           | LP      |                         |
| 1992 | O Melhor de Simone             | EMI                         | LP/CD   |                         |
| 1992 | Algumas Canções do Meu Caminho | BMG/ Ariola                 | LP/ CD  |                         |
| 1997 | Simone me Confesso             | Estúdio Noites Longas       | LP/ CD  | CD duplo                |
| 2004 | Intimidades                    | Vidisco                     | CD      |                         |
| 2008 | Perfil                         | iPlay/ Valentim de Carvalho | CD      | CD duplo                |
| 2013 | Pedaços de Mim                 | Get!Records                 | CD      |                         |

### DVD Musicais
- Intimidades (DVD, Vidisco, 2004)

### Singles e EP
Alvorada
- O Burrinho /Agora /Eh Pá do Fado /Vocês Sabem Lá (EP, Alvorada, 1958)- mep60103
- Amor à Portuguesa/Tu/Nos Teus Olhos Vejo o Céu/Tu e Só Tu (EP, Alvorada, 1959)- mep60136
- Fiquei /Quero saber /Amor para dois /Anda aí uma cigana (EP, Alvorada) — mep 60181
- A saudade vem depois /Não há razão / Terra formosa / A noite é bela (EP, Alvorada) — mep 60230
- Despertar /Eu /Chegou a Primavera / Meu estranho amor (EP, Alvorada) — mep 60234
- Sol poente /Foi você / Ariane / Primavera de 1960 — mep 60325
- Tenho saudades / Fim de romance / Abandono / Tarde demais — mep 60408
- A Saudade Vem Depois / Não Há Razão / Terra Formosa / A Noite É Bela (EP, Alvorada, 19*) — mep60230
- Lado a Lado / Canção Das Sombras Perdidas / Desesperadamente / Corpo E Alma (EP, Alvorada) aep60475
- Vocês Sabem Lá /Amor para dois /Oração para dois /Lado a lado (Alvorada) EP–85–11
- Fim de Estação (1961)

Decca (Valentim de Carvalho)
- Novo Fado da Severa / Deixa Lá / Maria Solidão / Olhos Nos Olhos (EP, Decca, 1964) — 1070
- (EP, Decca, 196*) Se Tens Coração / As Três Lágrimas / Labirinto / Doce Amargura — 1078
- (EP, Decca, 196*) Canção Cigana / Sempre Tu Amor / Quero e Não Quero / Alguém Que Teve Coração — 1084
- Sol de Inverno (EP, Decca, 1965) — Sol de Inverno / De Degrau em Degrau / Silhuetas ao Luar / A Rua do Desencontro — 1088
- Canções de My Fair Lady (EP, Decca, 196*) A Rua Onde Mora Meu Bem / Eu Dançaria Assim / O Rei De Roma / Um Bocadinho Só Bem [António Calvário e Simone] — 1095
- IV Festival da Canção Portuguesa (EP, Decca, 196*) — Nem Tu Nem Vocês / Se Tu Queres Saber Quem Sou / Quando Será / Canção do Outono — 1110
- Praia de Outono (EP, Decca, 196*) — Canção Sem Importância / Reste / Meu Único Amor / Praia de Outono — 1121
- De Saudade Em Saudade (EP, Decca,1965) De Saudade em Saudade/De Mão Dada/Sensatez/Não Fiques Sem Alma — 1130
- Música No Coração (EP, Decca, 1965) — Música No Coração / A Noite do Adeus / Tu És Aquele / Onde Vais — 1131
- Estranhos Na Noite (EP, Decca, 1965?) — Estranhos Na Noite / As Coisas De Que Eu Gosto / Dó-ré-mi / Dias de Felicidade — 1169
- Começar de Novo (EP, Decca, 1966) — Começar de Novo / Sem Amor / Já Ouviste O Mar? / O Céu É Bom P´ra Mim — 1184
- A Banda (EP, Decca, 1966) — A Banda / Um Só Dia / Dia Das Rosas / Vem A Meus Braços — 1185
- Marionette (EP, Decca, 1967) — Marionette / Esta Lisboa Que Eu Amo / És A Minha Canção / Balada Da Traição Do Mar — 1204
- Marchas do Estoril (Ep, Decca, 1967) Marcha do estoril 1967/Marcha do estoril 1965/Santo António do Estoril/Marcha da Costa do Sol 1966 — 1206
- A Voz E Os Êxitos (EP, Decca, 1967) — Yesterday/
- A Voz E Os Êxitos (EP, London, 1968) edição Brasileira
- Tu Só Tu (EP, Decca) — Tu Só Tu (S+P)/ Gatinha / Nem Sol Nem Lua / Anouschka (MP) — 1211 [Simone & Marco Paulo]
- Chorar E Cantar (EP, Decca)Renascendo/Canto de Partir/Chorar e Cantar/Tema para Sonata — 1212
- Doutor Doolitle (EP, Decca) Falar Com Os Animais/Algo Em Teu Sorriso/Encruzinhada/Quando Vejo Em Teus Olhos — 1225
- Grande Prémio TV (EP, Decca, 1968) Canção Ao Meu Piano Velho / Vento / Não Vou Contigo / O Calendário / Dentro de Outro Mundo — 1229
- (EP, Decca, 196*) Viva O Amor / Nos Meus Braços Outra Vez / Quando Me Enamoro / Para Cada Um Sua Canção — 1250
- (EP, Decca, 196*) Cantiga de Amor / Amanhã Serás O Sol / Não Te Peço Palavras — 1251
- (EP, Decca, 196*) Aqueles Dias Felizes / Pingos de Chuva / Fúria de Viver — 1270
- Desfolhada Portuguesa (Decca, 1969) Desfolhada Portuguesa / Cinco Quadras Cinco Pedras / Avé Maria do Povo — 1276
- Glória, Glória Aleluia (EP, Decca, 1972) Glória, Glória Aleluia/Hino do Amor/Retrospectiva
- Pingos de Chuva/Fúria de Viver (Single) SPN 142
- Apenas O Meu Povo / Introito (Single, Decca, 1973) SPN 143
- Mulher Presente (Single, Decca, 1975) SPN 191 G [O Trabalho/Mulher Presente/É Tarde Meu Amor]

Alvorada (Rádio Triunfo)
- Não É Verdade/Maria Saudade (Single, Alvorada,) NS–97140
- Sempre Que Tu Vens Primavera / Mesa Sem Ninguém Cama Com Tão Pouco (Single, Alvorada, 1979) NS–97148
- Sete Letras / Tango Ribeirinho (Single, Rádio Triunfo, 1980)
- Amor Sem Depois / Cansaço da Mesma Viagem (Single, Alvorada, 1980) AlV–97–154

Polygram
- À Tua Espera/Te Espero (Single, Polygram, 1980) Philips 6031174

Alvorada (Rádio Triunfo)
- Eu Quero e Não Quero/Salva de Palmas (Single, Rádio Triunfo, 1983) RT 51–60

### Outros
- Sempre Que Lisboa Canta (EP, Alvorada) Mep 60135
- Nasci Contra O Vento (EP, Alvorada) Mep 60284
- 1º Concurso da Canção: Figueira — Simone — Alvorada
- (EP, Alvorada, 1959) — MEP 60135 — Sempre Que Lisboa Canta — Simone
- III Festival da Canção — (1961) Ontem e Hoje / Dilema / Bom Dia Lisboa / Porque Voltei—Simone, Madalena Iglésias, Alice Amaro, José Manuel Mendes — Alvorada aep60429
- III Festival da Canção — (1961) Oração Para Dois — Alvorada aep60430

## Teatro
Estreou-se no teatro nos anos 1960 ainda como atracção de revista; posteriormente, no início dos anos 1970, deu início, na peça "O Contrato" (dirigida por Ribeirinho), ao desenvolvimento das suas características de actriz, tendo na peça A Tragédia da Rua das Flores, atingido um enorme sucesso de público e de crítica, revelando as suas potencialidades de actriz dramática. Participou no Teatro Nacional D. Maria II na peça "Passa por mim no Rossio" e no Teatro Politeama em Maldita Cocaína. Já nos primeiros anos do século XXI encarnou as personagens de Marlene Dietrich e Alma Mahler-Werfel (2003, Convento dos Inglesinhos, Lisboa). Em 2006-2007 faz digressão com o espectáculo "Conversas de Camarim", de homenagem a poetas e a gente do teatro, na companhia de Vítor de Sousa e Nuno Feist.
Em homenagem às cantoras da década de 1960 (Madalena Iglésias e Simone de Oliveira), a sua personalidade foi retratada na peça musical What happened to Madalena Iglésias" de Filipe La Féria.
Em setembro de 2017 estreou o espetáculo Simone, o musical que contou com a própria Simone e outras cantoras e atrizes que fazem dela própria.

## Cinema
Simone de Oliveira participou em pelo menos seis filmes, mas num só como voz:
- Canção da saudade (1964)
- Operação diamante (1967)
- Cântico final (1976)
- A estrangeira (1983)
- Capuchinho Vermelho — A verdadeira História (2006) (Voz da avó)
- Julgamento (2007)

## Televisão
| Ano         | Projeto                                       | Papel                                 | Notas                                                             | Canal |
| ----------- | --------------------------------------------- | ------------------------------------- | ----------------------------------------------------------------- | ----- |
| 1960        | Festival da Canção Portuguesa 1960            | Ela Própria                           | Concorrente                                                       | RTP1  |
| 1961        | Festival da Canção Portuguesa 1961            | Ela Própria                           | Concorrente (Vencedora)                                           | RTP1  |
| 1964        | Festival RTP da Canção 1964                   | Ela Própria                           | Concorrente (Vencedora)                                           | RTP1  |
| 1969        | Festival RTP da Canção 1969                   | Ela Própria                           | Concorrente (Vencedora)                                           | RTP1  |
| 1977        | A Feira                                       |                                       |                                                                   | RTP1  |
| 1979        | O Espelho dos Acácios                         | Membro da família dos Acácios         | Elenco Principal                                                  | RTP1  |
| 1981        | Sába da bádu                                  | Atriz no palco                        | Participação em 1 episódio                                        | RTP1  |
| 1982        | Gente Fina É Outra Coisa                      | Leonor Albuquerque Penha Leredo       | Elenco Principal                                                  | RTP1  |
| 1988        | O Nosso Século                                |                                       | Participação em 1 episódio                                        | RTP1  |
| 1988        | Piano Bar                                     | Ela Própria                           | Apresentadora                                                     | RTP1  |
| 1988 - 1989 | Passerelle                                    | Madame Solange                        | Elenco Principal                                                  | RTP1  |
| 1990        | Nem o Pai Morre Nem a Gente Almoça            | Pipi                                  | Participação em 1 episódio                                        | RTP1  |
| 1990        | Histórias Que o Diabo Gosta                   | Dália Monteiro                        | Participação em 1 episódio                                        | RTP1  |
| 1993        | Grande Noite                                  | Vários Papéis                         | Participação Especial                                             | RTP1  |
| 1993        | Chuva de Estrelas                             | Ela Própria                           | Jurada                                                            | SIC   |
| 1994 - 1995 | Cabaret                                       | Vários Papéis                         | Participação Especial                                             | RTP1  |
| 1996        | Roseira Brava                                 | Amélia Falcão                         | Elenco Principal                                                  | RTP1  |
| 1996 - 1997 | Vidas de Sal                                  | Madalena Fragoso                      | Protagonista                                                      | RTP1  |
| 1997        | Filhos do Vento                               | Paula Vieira                          | Elenco Principal                                                  | RTP1  |
| 1999        | Docas 2                                       | Vários Papéis                         | Participação em 1 episódio                                        | RTP1  |
| 2000        | Conde de Abranhos                             | Dona Gama Torres                      | Participação Especial                                             | RTP1  |
| 2000 - 2001 | Querido Professor                             | Mãe de Helena                         | Participação Especial                                             | SIC   |
| 2001 - 2002 | A Senhora das Águas                           | Maria dos Prazeres Videira dos Santos | Elenco Principal                                                  | RTP1  |
| 2004        | Segredo                                       | Dona Elisa                            | Participação Especial                                             | RTP1  |
| 2005 - 2006 | Morangos com Açúcar                           | Maria Antónia Mergulhão               | Participação Especial                                             | TVI   |
| 2006 - 2007 | Tu e Eu                                       | Raquel Lemos Silva Reis               | Atriz Convidada                                                   | TVI   |
| 2008        | VIP Manicure                                  | Ela Própria                           | Convidada Especial                                                | SIC   |
| 2008 - 2009 | Vila Faia                                     | D. Efigénia Marques Vila              | Protagonista                                                      | RTP1  |
| 2009        | Liberdade 21                                  | Albertina                             | Participação Especial                                             | RTP1  |
| 2009        | Fátima                                        | Ela Própria                           | Comentadora (Programa de televisão, apresentado por Fátima Lopes) | SIC   |
| 2009        | SIC ao Vivo                                   | Ela Própria                           | Entrevistadora                                                    | SIC   |
| 2011        | A Sagrada Família                             | Maria Ignácia                         | Protagonista                                                      | RTP1  |
| 2011 - 2012 | Remédio Santo                                 | Graça Monforte                        | Participação Especial                                             | TVI   |
| 2011        | Canta Comigo                                  | Ela Própria                           | Jurada                                                            | TVI   |
| 2012 - 2013 | Louco Amor                                    | Carlota Caetano Menezes               | Atriz Convidada                                                   | TVI   |
| 2013        | Mundo ao Contrário                            | Estefânia                             | Participação Especial                                             | TVI   |
| 2013        | Bem-Vindos a Beirais                          | Zizi                                  | Elenco Adicional                                                  | RTP1  |
| 2016        | Donos Disto Tudo                              | Várias Papéis                         | Participação em 1 episódio                                        | RTP1  |
| 2022        | The Voice Portugal — Gerações (1.ª temporada) | Ela Própria                           | Mentora                                                           | RTP1  |
| 2023        | The Voice Portugal — Gerações (2.ª temporada  | Ela Própria                           | Mentora                                                           | RTP1  |

Na televisão apresentou nos anos oitenta do século XX o programa Piano Bar e fez vários programas da RTP Internacional. Foi ainda membro do júri da 1ª edição do concurso Chuva de Estrelas da SIC. Participa em 2009 no programa Fátima como comentadora e na SIC ao vivo como entrevistadora. Em 2011 participa na sitcom da RTP "A Sagrada Família".
{{Notas}